# Контравизија
Контравизија је била српска телевизијска емисија аутора и водитеља Лава Пајкића. Емисија се емитовала од 3. децембра 2017. године до 8. марта 2020. на каналу РТВ Пинк, када је емитовање прекинуто због ванредног стања у Србији због пандемије ковида 19.

## Формат
Контравизија је била сатирични политички шоу, сличан формату 24 минута са Зораном Кесићем и Вече са Иваном Ивановићем. За разлику од ових формата, ова емисија је правила и емитовала вицеве, видео-монтаже на рачун учесника протеста против Александра Вучића попут политичке коалиције Савеза за Србију и осталих. Гости ове емисије били су углавном учесници ријалити-шоуа који се емитују на Пинку и остале познате личности који су подржавале актуелну власт.